# Out of This World (serie de televisión)
Out of This World, conocida en España como De otro mundo y en Hispanoamérica como Fuera de este mundo (también Papá de Lejos), es una comedia de situación en formato de serie acerca de una quinceañera que es mitad extraterrestre, a la que se le dan poderes sobrenaturales tales como poder detener el tiempo juntando sus dedos índice y de volverlo a reanudar juntando las palmas de las manos. Se estrenó por primera vez en EUA el 19 de septiembre de 1987 y terminó el 25 de mayo de 1991. En Reino Unido se emitió en ITV Network el 9 de abril de 1990, normalmente a las 10 AM los fines de semana por la mañana. En España se emitió en RTVE en horario de tarde. En México se emitió por Televisa canal 5 también en horario de tarde, mientras que en Chile se emitió por TVN los domingos en horario de tarde-noche y en Colombia se emitió en 1990 por Cadena Uno de Inravisión, de igual forma se emitió en Venezuela por [Televen] entre 1993 y 1994 en el horario vespertino. 
Durante la primera temporada, la serie formaba parte de la campaña de la NBC «Prime time begins at 7:30», donde se emitían estrenos de series entre 7:30 y 8 p. m. para hacer contraprogramación hacia las otra cadenas. También se emitían programas concursos reestrenos de series y otras ofertas. Mientras estuvo en el aire esta campaña, Out of this world probó ser la serie de más éxito de las cinco introducidas, siguiéndole tres temporadas.

## Argumento
La serie gira en torno a Evie Ethel Garland, una adolescente que descubre en su decimotercer cumpleaños que su padre es un extraterrestre llamado Troy, del planeta Antareus, quien se casó con su madre para engendrar a Evie. La herencia medio alien de Evie le dio poderes sobrenaturales. La mayoría de los episodios narran los errores que comete Evie al utilizar de forma inaecuada sus superpoderes, y esforzándose en lo que resta del episodio en intentar arreglarlo. Solo Evie y su familia saben acerca del padre extraterrestre y sus poderes, y algunos de los episodios muestran a Evie intentando ocultarlos de otros personajes. La serie termina con una incógnita al final de la cuarta temporada, donde Troy llega a la Tierra para visitar a su hija y Donna toma su lugar por accidente terminando en Antareus, dejando a Troy en la Tierra.

## Personajes
| Personaje          | Actor             | Voz en español Latinoamérica |
| ------------------ | ----------------- | ---------------------------- |
| Evie Ethel Garland | Maureen Flannigan | María Fernanda Morales       |
| Donna Garland      | Donna Pescow      | Patricia Palestino           |
| Troy Garland       | Burt Reynolds     | Moisés Palacios              |
| Beano Froelich     | Joe Alaskey       | Jorge Roig                   |
| Kyle Applegate     | Doug McClure      |                              |
| Lindsay Selkirk    | Christina Nigra   | Ana María Grey               |
| Chris Fuller       | Steve Burton      | Jesús Barrero                |
| Mick               | Tom Nolan         |                              |
| Buzz               | Buzz Belmondo     | Jorge Arvizu                 |
| Quigley Handlesman | Carl Steven       |                              |
| Phil               | John Roarke       | Tito Reséndiz                |
| Jeffrey Cummings   | Tony Crane        |                              |
| Peter              | Peter Pitofsky    |                              |

- Evie Ethel Garland (Maureen Flannigan) — Evie es una chica mitad humana mitad extraterrestre que vive con su madre en Marlowe, California, en una casa con vistas al mar. Es hija única y su madre siempre le ha dicho que su padre era un agente secreto, pero en su decimotercer cumpleaños, Evie, comienza a desarrollar habilidades sobrenaturales y se le dice que su padre es un extraterrestre del planeta Antareus. Evie va a una escuela para «niños con dones» — dirigida por su madre — y tiene buenos resultados en ella. Su padre la describe como la «niña perfecta: cariñosa, atenta; con las mismas necesidades que la mayoría de los adolescentes». La serie sigue a Evie a través de su adolescencia, desde el decimotercer cumpleaños en el primer episodio hasta su decimoctavo cumpleaños en el episodio final.

- Donna Garland (Donna Pescow) — La madre de Evie. Descrita por su marido como «una madre ambiciosa y trabajadora con una carrera», Donna dirige una escuela para «niños con dones», a la que asiste Evie. Al final de la tercera temporada, Donna llega a ser la alcaldesa de Marlowe. Es muy protectora con su hija, a veces para desgracia de Evie, a quién le gustaría ser más independiente. El tío de Donna y Evie — luego tío Mick — es el único personaje regular en la serie que conoce el secreto de Evie.

- Troy Garland (Burt Reynolds, solo voz) — El padre de Evie. Troy es un extraterrestre que parece un humano con varios poderes especiales, es del planeta Antareus. Conoce a Donna cuando su nave espacial se estrella en la Tierra en algún momento de los años 60 o 70. Los dos se enamoran, se casan en 1971, y dos años después Donna da a luz a Evie. Poco después, en 1974, Troy es llamado para que regrese a Antareus para luchar en una guerra. Desde entonces, Troy visita regularmente la Tierra, y está en contacto con su hija mediante un sistema especial de comunicación llamado El cubo. Los poderes de Troy parecen casi ilimitados: aunque vive en Antareus, puede controlar muchas cosas en la Tierra  — desde las computadoras hasta el tiempo  —; puede dar o quitar a Evie sus poderes a voluntad; y también parece estar al corriente de ciertos acontecimientos en la Tierra. Mientras Troy aparece en la serie  — en los créditos de inicio — raramente hace una aparición física en la serie — y cuando lo hace su cara es oscurecida o borrosa, por ejemplo a través de máscaras o sombras. Troy está en los créditos iniciales como «él mismo».

- Beano Froelich (1987–1990) (Joe Alaskey) — «Tio Beano» es el hermano de Donna y el tío de Evie y vive junto a ellas. Beano tiene un gran apetito y dirige la «Clínica Dietetica de Beano». Beano es uno de los tres personajes regulares que saben del poder de Evie, junto con Donna y Evie.

- Kyle Applegate (Doug McClure) — Kyle es un exactor de televisión que ahora es el alcalde de Marlowe. Es un buen amigo de la familia, pero «el alcalde» castiga incluso las ofensas más pequeñas. Es tan egocéntrico y vanidoso, como tonto y crédulo. A veces está a punto de descubrir los poderes de Evie. Al final de la 3 temporada, Kyle es nombrado jefe de policía por Donna, quien toma el relevo como alcalde.

- Lindsay Selkirk (Christina Nigra) — La mejor amiga de Evie. Las dos se pasan el día tomando batidos en la cafetería local, el «Goodie Goodie».

- Chris Fuller (Steve Burton) — Chris es un surfero y estudiante de instituto que luego llega a ser estudiante de la Universidad de la Comunidad de Marlowe. Chris era el novio de Evie. A veces ven a otras personas, pero siempre terminan juntos. En un episodio de la temporada final, Chris dice a Evie que siempre fue y será su chica.

- Mick (1990–1991) (Tom Nolan) — Mick es el hermano de Beano — tío de Evie — que fue introducido en la serie en la cuarta temporada para reemplazar al tío Beano. Es un exmúsico de rock.

- Buzz (Buzz Belmondo) — Buzz dirige la clínica por Beano. Normalmente hace una aparición breve en cada episodio, durante la que ocurren situaciones graciosas que incluyen a otros personajes, por lo general destinadas a la audiencia y a las cámaras. Los chistes son normalmente juegos de palabras or prop-base gags, normalmente relacionados con vestuario que lleva.

- Quigley Handlesman (1987–1988) (Carl Steven) — Uno de sus compañeros de clase en la escuela de Evie y Donna como los superdotados.

- Phil (1987–1988) (John Roarke) — El personal de mantenimiento jovial, divertido, que trabaja en la casa de las guirnaldas "durante la primera temporada. Él siempre está husmeando en los negocios de la familia, con Donna, Evie y Beano constantemente asegurándonos que Phil no sospecha la existencia de poderes de Evie.

- Jeffrey Cummings (1990) (Tony Crane) — Un compañero de clase de Evie y Lindsay que se transfiere durante su último año. Increíblemente guapo y básicamente tomando el relevo que Chris se había ido después de ir a la universidad, Jeffrey rápidamente comienza al día Evie. Los dos comenzaron a salir a pesar de la continua participación de Evie con Chris, obligándola a encubrir sus actividades en cualquiera de ellas, alternativamente.

- Peter (1990–1991) (Peter Pitofsky) — Un camarero en el Goodie Goodie que se introduce en la primera escena de la cuarta temporada. Él es un extranjero torpe, bobo que ofrece su propia marca de alivio cómico cuando Evie y sus amigos pasar por el restaurante. Peter tiene una inclinación por interpretar mal las órdenes de la gente, ya veces incluso para olvidar su propio nombre.

## Los poderes de Evie
| Poder                       | Descripción |
| --------------------------- | --- |
| Detener el tiempo           | el poder característico de Evie es la habilidad de parar el tiempo (aunque para ella y su padre en Antareus el tiempo continua). Ella puede activar este poder juntando las yemas de sus dedos índices, durante el cual puede moverse ella o mover objetos para alterar el curso de los acontecimientos en la Tierra. Para reanudar la marcha del tiempo debe unir las palmas de sus manos. También puede descongelar individuos tocándolos mientras están congelados y estos saldrán si esta es la intención de Evie. En la secuencia de apertura de la serie, abre una puerta y tira un bote de pintura que está encima de una escalera, entonces junta sus dedos y lo detiene a mitad de la caída. |
| Crear objetos de la nada    | le permite crear objetos con el poder de su mente. Aunque tiene restricciones, no puede crear maquinaria demasiado complicada y un uso excesivo puede acabar con sus otros poderes. Lo lleva a cabo cerrando sus ojos y concentrándose fuertemente, si lo hace correctamente una luz sale de su frente y materializa su deseo. Variantes de esta habilidad le permiten otras acciones como modificar la personalidad o cualidades de las personas o modificar su apariencia a su voluntad. |
| Cambio de color de su cara  | esto es el resultado del ADN del padre. Su cara cambia de color con sus estados de ánimo. Si tiene miedo se vuelve verde, si está aburrida, naranja y si tiene ganas de vomitar aparecen una serie de lunares en su frente. Esto se vuelve particularmente problemático en el episodio The three faces of Evie. |
| Teletransporte              | tiene la habilidad de teletransportarse de un lugar a otro chasqueando sus dedos. También puede transportar a otras personas donde desee o convocarlas donde ella está, un gag repetido algunas ocasiones en la serie era que para solucionar los problemas que enfrentaba transportaba a algún famoso hasta donde ella estaba para que le aconsejara o aportara con sus habilidades para lograr la solución. |
| Hechizar animales           | le permite hechizarlos a su voluntad. En el capítulo The amazing Evie consigue que los perros del barrio ladren «I Wanna Dance with Somebody (Who Loves Me)» mientras giran alrededor de la piscina. |
| Soportar altas temperaturas | puede soportar temperaturas de hasta 2000 grados Celsius, como lo demuestra en «Evie's eighteen», en el que Peter la ataca con un lanzallamas en su fiesta de cumpleaños. |
| Cambio rápido de zapatos    | lo elige con motivo de su decimosexto cumpleaños cuando su padre le da a elegir un nuevo poder. |

## El cubo
Evie es capaz de comunicarse con Troy a través de un dispositivo especial conocido como «el cubo» que le fue entregado cuando cumplió trece años. «El cubo» funciona exactamente como un teléfono a Antareus — incluso puede usarse para dejar mensajes a Troy, como si se tratase de un contestador automático como puede verse en el episodio My little Evie. 
El cubo no tiene teclas; Evie simplemente dic el nombre de su padre y «el cubo» se abre e ilumina cuando él contesta, desctivándose cuando «cuelga». A veces cuando Troy usa sus poderes mientras habla por «el cubo», un rayo de energía es emitido directamente desde «el cubo».
Evie y Donna normalmente dejan el cubo en la casa, fuera de la vista de extraños — la mayor parte del tiempo en la habitación de Evie —, a veces le dice a la gente que es un adorno o un despertador parlante. Cuando Evie habla a través de él con Troy la luz de la habitación se atenúa, aunque no siempre. La voz de Troy se oye claramente a través del cubo con reverberación.
En la primera temporada solo Evie era capaz de oír a Troy y viceversa. Pero en la segunda temporada, Evie utiliza uno de sus deseos para que todos puedan oír a Troy y viceversa.

## Apariciones de celebridades
La serie contó con apariciones de algunos famosos que normalmente aparecían como ellos mismos.
- Actor Norman Fell (como el psiquiatra de Evie, Dr. Hauser, La Pesadilla, 1987)
- Actor Tom Bosley (como el padre de Troy, Adivina quién viene a la Tierra, 1988)
- Actor y popular presentador Jamie Farr (Joven alcalde, el Oeste, 1988)
- Jugador de fútbol americano de la NFL Lyle Alzado ("Adiós Señor Chris", 1990)
- Actor Mr. T (Nuevo Chico en el Bloqueo, 1990)
- Presentador Bob Barker (El Toque mágico de Evie, 1990)
- Cantante y actriz Susan Anton (Mejores Amigos, 1990)
- Estrella del pop Tiffany (Evie quiere salir en TV, 1990)
- La banda británica Fine Young Cannibals
- Scott Baio (quien también dirigió algunos episodios) hizo una aparición en Princesa Evie, 1988.

## Episodios
La serie consta de 96 episodios repartidos en 4 temporadas de 24 capítulos cada una.
Temporada 1
1. El Decimotercer cumpleaños de Evie
2. Jugando con el Poder
3. La Pesadilla
4. Hasta Entonces
5. Evie Obtiene su Baloncesto
6. Cada Beano tiene su día
7. Evie y los Jóvenes Astronautas
8. Mama de los Cincuentas
9. Duelo de Alcaldes
10. El Bebe que habla
11. La Nueva Clínica Dietética de Beano
12. Aquí viene la Madre
13. El Aniversario
14. Contar La Verdad
15. Amigos por correspondencia
16. Danny Derek en Broadway
17. El Hombre Mosquito: La Película
18. Aquí vienen los rusos
19. Alias Papa
20. La Enfermedad
21. La caja está faltando
22. Niño Loco
23. Las Tres caras Evie
24. Tengo un Secreto

Temporada 2
1. El deseo del cumpleaños de Evie
2. Explosión del pasado
3. Carrera Crujida
4. En caso de ser olvidada la vieja amistad?
5. El primer Beso de Evie
6. Princesa Evie
7. Llama Vieja
8. Adivina quién viene a la Tierra
9. Joven alcalde en el Oeste
10. Encuentros cercanos del tipo Nerd
11. Hunk el Incredible
12. Alumno en la Corte
13. Los Dos papas de Evie
14. El secreto del éxito de Evie
15. Evie la Honesta
16. Evie va a Hollywood
17. Dos Muchas Evies
18. Atracción Fútil
19. Beano el Niño
20. De quién es la casa de todas formas?
21. Reinas por un día
22. La Asombrosa Evie
23. Retozón de Negocios
24. Perro Extraterrestre

Temporada 3
1. Los Dulces Dieciséis de Evie
2. Cenicienta Evie
3. Quiero la cabeza de Donna Garland
4. La Gabacha en la ciudad Marlowe
5. Eviegeist
6. El permiso de conducir de Evie
7. Evie va por el oro
8. Pelo Hoy, Ida Mañana
9. La vuelta al Mundo en 80 Minutos
10. Es un mundo cruel
11. Evie/Stevie
12. El rock que perdió el Roll
13. Uno en Un Millón
14. Cuatro hombres y un Bebe
15. Doble Problema para Evie
16. El Jardín de Evie
17. El Toque mágico de Evie
18. Kyle el Vaquero, Hombre de granito
19. Admirador Secreto de Evie
20. Yuppie Amor Evie
21. Los diamantes son el mejor amigo de Evie
22. Un Alcalde en el Kinder
23. Mi madre la estafadora
24. Adiós Señor Chris

Temporada 4
1. El nuevo chico del Barrio
2. Mi Pequeña Evie
3. Olvídate de tus problemas
4. Una mente es una cosa terrible para Leer
5. Evie el Angel Guardian
6. Los mejores Amigos
7. Evie quiere salir en Televisión
8. Viene a volar con Evie
9. Roomies
10. Máxima ansiedad de Evie
11. Las Falsas alarmas de Evie
12. Marlowe Vice
13. El Toque Latino de Evie
14. Mi Mama, y por que la amo
15. Los ángeles de Heck
16. Usted compraría un coche usado de este?
17. Evie Ruiseñor
18. Todo sobre Evie
19. Alcaldesa Evie
20. Muñon su vecino
21. La tres Promesas de Evie
22. Demasiado Tarde para Evie
23. Educando a Kyle
24. Los Dieciocho de Evie